# Sophronica longiliscapus
Sophronica longiliscapus là một loài bọ cánh cứng trong họ Cerambycidae.